# 劍橋飛鳥

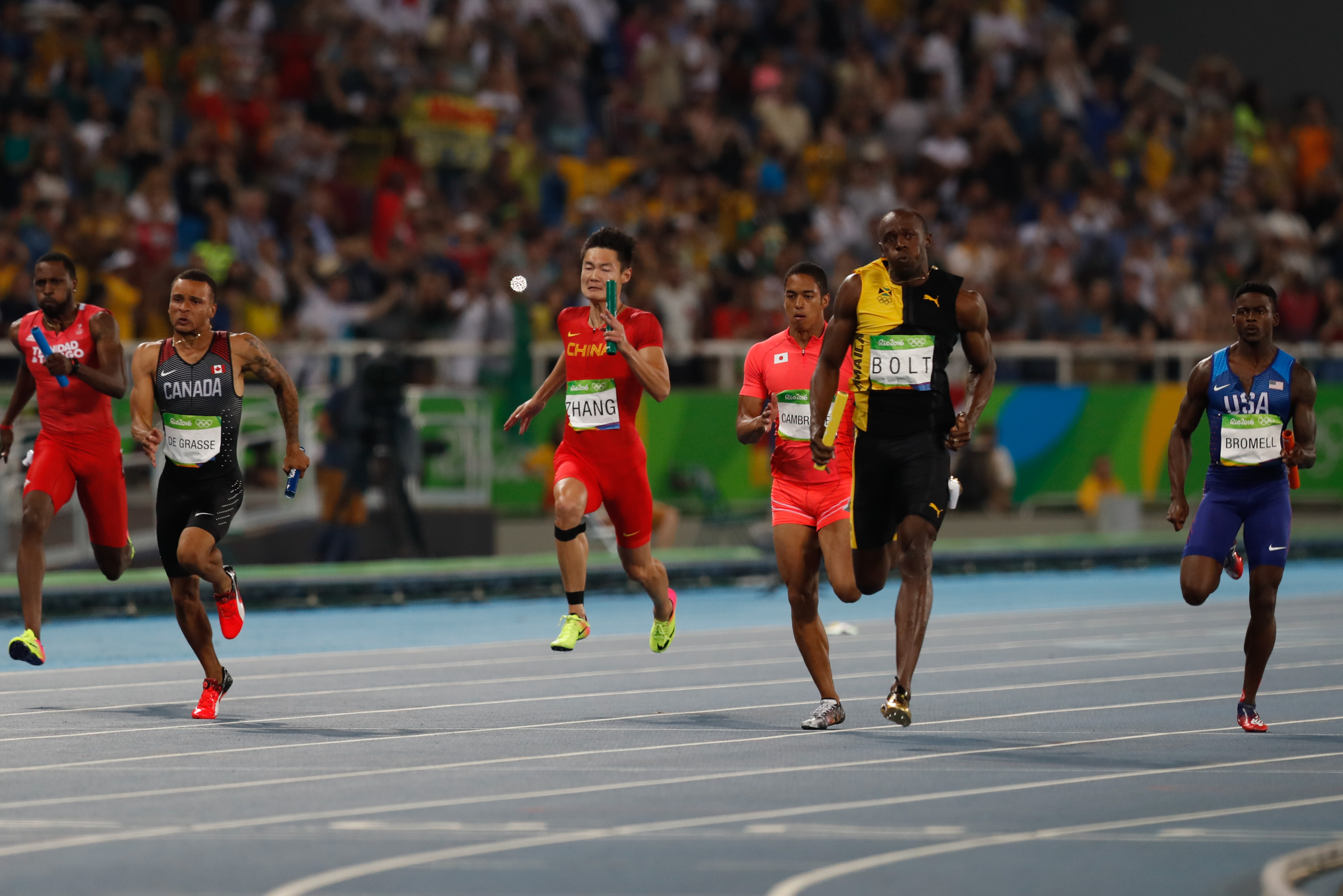
2016年夏季奧林匹克運動會男子田徑4×100公尺接力決賽

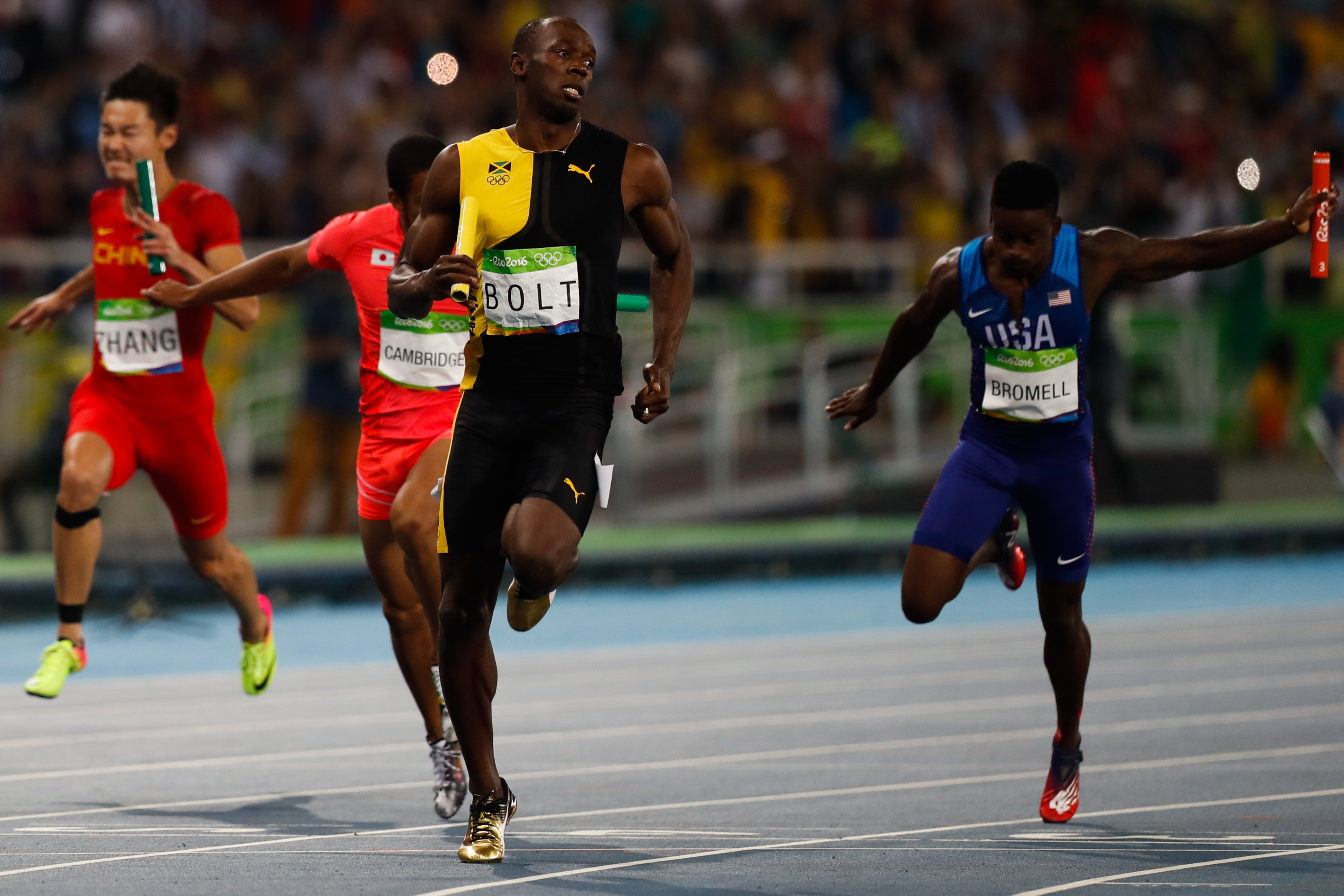
2016年夏季奧林匹克運動會男子田徑4×100公尺接力決賽

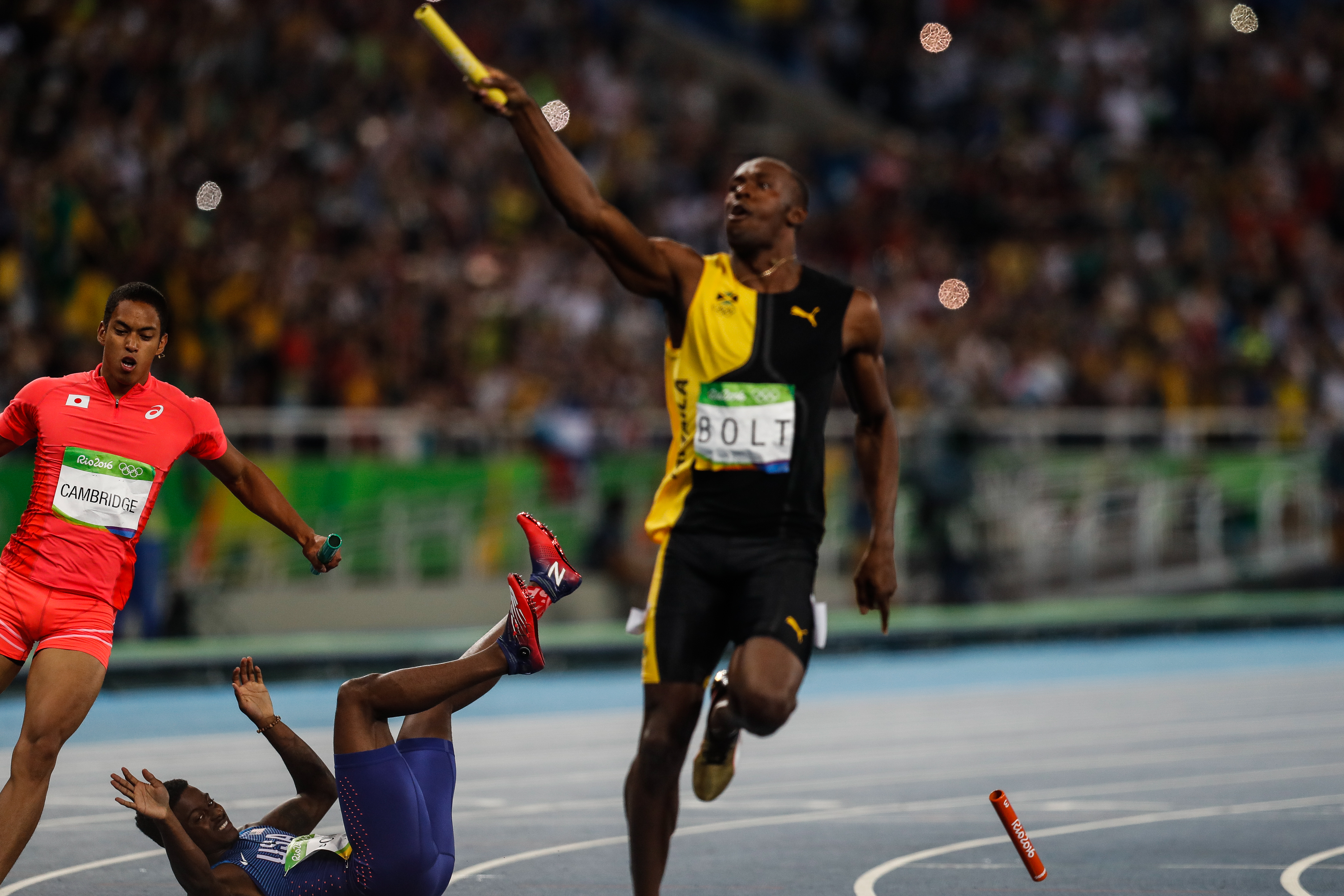
2016年夏季奧林匹克運動會男子田徑4×100公尺接力決賽

劍橋飛鳥（英語：Asuka "Aska" Antonio Cambridge，1993年5月31日—）是日本短跑运动员，主力項目為100米和200米。他是東亞運金牌得主及世界青年錦標賽的接力銅牌得主。父親是牙買加人，母親是日本人。2016年奥运会4×100米接力比赛中与队友山县亮太、桐生祥秀、飯塚翔太一起获得银牌并打破亚洲记录。目前4×100m接力的亞洲紀錄是由日本選手多田修平、白石黃良、桐生祥秀及薩尼布朗在2019年世界田徑錦標賽寫下，成績為37秒43。

## 人物經歷
劍橋飛鳥於牙買加出生，2歲隨母親移居日本大阪。

### 高中之前
小學時期練的是足球，中學進入大阪市立淀川中學，在當時田徑部老師的勸說下開啟了田徑之路。國中三年級轉學到東京的江東區立第三中學校，並出賽關東中學校陸上競技大會以及全日本中學校選手權大會。
高中進入東京高校，並在高二時首度跑出了10秒多的成績。2011年8月，高三的劍橋飛鳥在第64回全國高等學校陸上競技對校選手權大會的4x100接力賽中擔綱第二棒，並以40秒20的成績與隊友拿到了冠軍；10月的日本U20選手權大會在200m得到了冠軍。隨後在日本接力選手權的4x100m接力賽中擔綱第二棒，與隊友以40秒02的成績改寫當時的高中生紀錄。

### 大學生時期
2012年
2012年4月進入日本大學文理學部體育學科。
5月，在關東學生陸上競技對校選手權大會的100m以第七名作收，是當年該項目唯一擠身決賽的大一生；200m獲得銀牌、4x100m接力擔綱第二棒，並和隊友取得了第三名的成績。
6月，首度出戰日本選手權的200m項目，但在預賽落敗。
7月，劍橋飛鳥代表日本參加世界U20田徑錦標賽，200m項目在準決賽淘汰。4x100m接力擔綱第三棒，並和隊友大瀨戶一馬、橋元晃志及金森和貴在預賽跑出39秒01，寫下亞洲U20的新紀錄；決賽則以39秒02獲得銅牌。
9月，在日本學生陸上競技對校選手權大會的100m準決賽淘汰、200m獲得第五名，是當年該項目唯一擠身決賽的大一生。4x100m接力擔綱第二棒，獲得第四名。
2013年
10月，在東亞運獲得200m金牌，這是劍橋飛鳥首度獲得成人組國際賽獎牌。4x100m接力擔綱第三棒，與山縣亮太、飯塚翔太及大瀨戶一馬共同取得金牌，成績為38秒44，改寫大會紀錄，同時也是日本大學生不分校4x100m接力的新紀錄。
2014年
3月，劍橋飛鳥將自己的100m最佳成績更新為10秒27。
5月，在關東學生陸上競技對校選手權大會的100m決賽中再將自己的最佳成績推進到10秒21，但在比賽時感受到左側大腿肌肉疼痛。
6月，在日本選手權預計參加100m及200m的比賽，但因為腿部疼痛而在200m預賽淘汰、100m棄權。
2015年

4月，織田幹雄紀念國際陸上競技大會擊敗了桐生祥秀等人獲得冠軍，並入選日本代表隊，但因為腳的狀況不理想而辭退日本代表。
5月，在關東學生陸上競技對校選手權大會的100m決賽，儘管大腿後側肌群感到不適，但還是獲得冠軍。這是1992年井上悟之後，睽違23年再度有日本大學的選手獲得該項目冠軍。

### 社會人時期
2016年
4月，進入株式會社DOME（株式会社ドーム）。
4月29日，織田幹雄紀念國際陸上競技大會100m決賽跑出10秒35（逆風2.5m/s）、5月的東京選手權預賽跑出10秒35（逆風2.2m/s）。
5月，在東日本實業團陸上競技選手權大會男子100m預賽將自己最佳成績更新為10秒10（逆風0.5m/s），突破2016年奧運的參賽標準。
8月13日，在里約奧運男子100m預賽以10秒13（逆風0.5m/s）的成績晉級準決賽（第四組第二位），14日的準決賽成績為10秒17（風速0）無緣決賽（第三組第七位）。8月18日的男子4x100m接力預賽，劍橋飛鳥擔綱最後一棒，與隊友山縣亮太、飯塚翔太及桐生祥秀以37秒68更新亞洲紀錄並晉級決賽。19日的決賽以37秒60再度更新亞洲紀錄，並奪下本屆賽事的銀牌。
12月14日從DOME退社，轉為全職業選手，並與經紀公司Universal Sports Marketing（USM）簽約。
2017年
4月8日，宣布與NIKE簽約，成為旗下運動員。
2019年
4月，進入日本大學綜合社會情報科研究所人間科學專攻博士前期課程。

## 軼事
1. Aska這個名字是由巴斯克語的Askatnas而來，意思是「自由」。
2. 2014年2月，劍橋飛鳥為了訓練，獨自一人踏上睽違18年的出生地牙買加，在母親熟人的介紹下，進入了Usain Bolt所屬的俱樂部「Racers Track Club」進行為期一周左右的訓練。儘管Usain Bolt當時不在，但劍橋飛鳥依舊與100m及200m世界第二的Yohan Blake共同訓練。這段期間，劍橋飛鳥感受到與世界最高等級選手體格上的巨大差異，並認真進行肌肉訓練。
3. 尊敬的選手是Usain Bolt。兩人在里約奧運男子4×100公尺接力中同樣都是最後一棒，劍橋飛鳥在自己的推特上公開兩人合照，並表示能在這麼大的舞台一起比賽可說是實現了夢想，同時表示希望兩人可以在2017年世界田徑錦標賽100公尺決賽中同場較勁[15]。
4. 走在涉谷或原宿的街上，曾被問「想不想嘗試當模特兒？」但本人總說自己沒有興趣而立刻拒絕了。

## 國際大型運動賽會
| 年   | 賽事               | 舉辦城市                 | 名次 | 項目          | 記錄                      |
| ---- | ------------------ | ------------------------ | ---- | ------------- | ------------------------- |
| 2012 | 世界青年田徑錦標賽 | 西班牙加泰隆尼亞巴塞隆納 | 3sf2 | 200公尺       | 21.24秒                   |
| 2012 | 世界青年田徑錦標賽 | 西班牙加泰隆尼亞巴塞隆納 | 銅牌 | 4×100公尺接力 | 39.02秒                   |
| 2013 | 東亞運動會         | 中国天津市               | 金牌 | 200公尺       | 20.93秒                   |
| 2013 | 東亞運動會         | 中国天津市               | 金牌 | 4×100公尺接力 | 38.44秒（東亞運動會紀錄） |
| 2016 | 夏季奧林匹克運動會 | 巴西里約熱內盧           | 7sf3 | 100公尺       | 10.17秒                   |
| 2016 | 夏季奧林匹克運動會 | 巴西里約熱內盧           | 銀牌 | 4×100公尺接力 | 37.60秒                   |
| 2017 | 世界田徑錦標賽     | 英国 英格兰倫敦          | 6sf1 | 100公尺       | 10.25秒                   |
| 2017 | 世界田徑錦標賽     | 英国 英格兰倫敦          | 銅牌 | 4×100公尺接力 | 非決賽選手（ran heat）    |
| 2018 | 亞洲運動會         | 印度尼西亞雅加達         | 3sf2 | 100公尺       | 10.36秒                   |
| 2018 | 亞洲運動會         | 印度尼西亞雅加達         | 金牌 | 4×100公尺接力 | 38.16秒                   |

## 統計
| 成績                    | 風速（m/s） | 反應時間 | 時間          | 地點                     | 地面條件（溼度，溫度，天氣狀況） |
| ----------------------- | ----------- | -------- | ------------- | ------------------------ | -------------------------------- |
| 10.03秒                 | +1.0        |          | 2020年8月29日 | 日本福井縣福井市福町     | 71%，30.0℃，晴れ                 |
| 10.05秒                 | +0.9        |          | 2020年8月29日 | 日本福井縣福井市福町     | 61%，31.5℃，晴れ                 |
| 10.08秒                 | -0.9        | 0.123秒  | 2017年6月23日 | 日本大阪府大阪市東住吉區 | 41%，29.5℃，はれ                 |
| 10.10秒                 | +0.7        |          | 2016年5月21日 | 日本埼玉縣熊谷市         |                                  |
| 10.10秒                 | -0.2        | 0.145秒  | 2017年6月23日 | 日本大阪府大阪市東住吉區 | 58%，26.0℃，はれ                 |
| 10.11秒                 | +0.7        | 0.149秒  | 2020年8月23日 | 日本東京都新宿區霞ヶ丘町 | 71%，29.0℃，Cloudy               |
| 10.12秒                 | +1.9        |          | 2017年6月4日  | 日本鳥取縣鳥取市         |                                  |
| 10.12秒                 | +0.9        | 0.130秒  | 2018年6月3日  | 日本鳥取縣鳥取市         |                                  |
| 10.13秒                 | -0.5        | 0.137秒  | 2016年8月13日 | 巴西里約熱內盧           | 63%，20℃，Sunny                  |
| 10.14秒                 | +0.6        | 0.143秒  | 2018年6月23日 | 日本山口縣山口市         |                                  |
| 平均約10.097889186067秒 |             |          |               |                          |                                  |

## 外部連結
- 劍橋飛鳥在国际奥林匹克委员会的资料
- 劍橋飛鳥在的頁面
- 劍橋飛鳥的Instagram帳戶